# Dunstanoides
Dunstanoides là một chi nhện trong họ Amphinectidae. De soorten in het geslacht komen voor in New Zealand.

## Soorten
- Dunstanoides angustiae (Marples, 1959)
- Dunstanoides hesperis (Forster & Wilton, 1973)
- Dunstanoides hinawa (Forster & Wilton, 1973)
- Dunstanoides hova (Forster & Wilton, 1973)
- Dunstanoides kochi (Forster & Wilton, 1973)
- Dunstanoides mira (Forster & Wilton, 1973)
- Dunstanoides montana (Forster & Wilton, 1973)
- Dunstanoides nuntia (Marples, 1959)
- Dunstanoides salmoni (Forster & Wilton, 1973)